# Планш, Жан Батист Гюстав
Жан Батист Гюстав Планш (фр. Jean Baptiste Gustave Planche; 16 февраля 1808, Париж, — 18 сентября 1857, там же) — французский литературный критик и художественный критик.
Был близок к Альфреду де Виньи и особенно к Жорж Санд, к которой относился настолько восторженно, что когда в 1833 году Капо де Фёйид опубликовал исключительно резкую рецензию на роман Санд «Лелия», обвинив книгу в непристойности, — Планш вызвал его на дуэль.
Статьи Планша о литературе собраны в книгах «Литературные портреты» (фр. Portraits littéraires; 1836—1849) и «Новые литературные портреты» (фр. Nouveaux portraits littéraires; 1854), об изобразительном искусстве — в книге «Очерки о французской школе» (фр. Études sur l'école française; 1855).